# Delone Carter
Pour les articles homonymes, voir Delone et Carter.
(en) Statistiques sur pro-football-reference
Delone Carter est un joueur américain de football américain né le 22 juin 1987 à Copley dans l'Ohio. Il évolue au poste de running back pour les Colts d'Indianapolis.
Carter fait son lycée à Akron dans l'Ohio. Il rejoint Syracuse en 2006 et est élu Mr Ohio Football la même année (713 yards à la course cette année). Il est gravement blessé à la hanche en 2007 et manque toute la saison. En 2008, il se blesse rapidement et l'entraîneur choisit un autre running back en première option.
Le 30 décembre 2010, il participe au New Era Pinstripe Bowl avec l'Orange. L'équipe remporte le Bowl 36-34 face aux Kansas State Wildcats et Carter remporte le trophée de MVP (198 yards à la course, 2 TD).
Il est drafté au 4e tour de la draft 2011 de la NFL par les Colts d'Indianapolis.